# Sujet
Sujet (fra fransk sujet, egentlig samme ord som subjekt; især æstetisk) er et emne, stof eller motiv for kunstnerisk behandling af en digter og maler og lignende.